# Дом Камбурова (Таганрог)
Дом Камбурова — одноэтажное здание в городе Таганроге Ростовской области. Объект культурного наследия регионального значения (решение № 301 от 18.11.92 года). Во флигеле этого дома проживал морской офицер Петр Петрович Шмидт, в самом доме —  генерал Павел Карлович Ренненкампф.
Адрес: г. Таганрог, ул. Греческая, 102.

## История
Небольшой одноэтажный кирпичный дом по улице Греческой д. 102 в г. Таганроге был построен на средства потомственного почётного гражданина города Павла Ивановича Камбурова (1817—1885). Во дворе дома находится одноэтажный флигель из красного кирпича.
По окончании строительства Павел Иванович Камбуров проживал здесь вместе с семьей: супругой Марией Николаевной (1820—1880), сыном Владимиром (1843—1909) и дочерьми Марией (1850—1908), Ольгой, Людмилой и Аделаидой.
В конце 1880-х годов домовладение было продано сыну обер-офицера Василию Пашутину.
В начале 20 века Пашутины свой дом отошел казаку Тимофею Федоровичу Меркулову. С 1915 года домом владел Илья Порфирович Силенко. После октябрьской революции и до 1925 года дом принадлежал мещанину Федору Алексеевичу Товелю.
Во дворовом флигеле этого дома с 1890 по 1893 год проживал с супругой и сыном Евгением, революционный деятель, один из руководителей Севастопольского восстания 1905 года Пётр Петрович Шмидт.

Памятная доска на доме Камбурова

В 1886 году Пётр Петрович Шмидт окончил морской офицерский корпус в Санкт-Петербурге, по результатам экзаменов был произведён в мичманы и назначен на Балтийский флот. Отслужив три года, он по болезни вышел в отставку и женился на петербургской мещанке Доминике Гавриловне Павловой. В декабре 1889 года у них родился сын Евгений, после чего семья переехала в Таганрог. Там по ходатайству А. Б. Нентцеля Петр Петрович устроился на службу в Азовско-Донской Коммерческий банк, где работал помощником бухгалтера. 19 мая 1890 года в Митрофаниевской церкви Таганрога состоялось крещение сына Евгения. В 1893 году П. П. Шмидт оставил Таганрог и вновь пошёл служить во флот.
В этом же домовладении в 1918 году проживал российский военный деятель конца XIX — начала XX века, участник китайского похода русской армии, русско-японской войны и Первой мировой войны генерал Павел Карлович Ренненкампф. После Февральской революции генерал был арестован и помещён в Петропавловскую крепость. Находился под следствием Чрезвычайной следственной комиссии, но по результатам следствия фактов для выдвижения против него обвинения собрано не было.
Ренненкампф был освобожден большевиками после Октябрьской революции, после чего уехал в Таганрог, на родину своей жены. Здесь он жил под именем мещанина Смоковникова. В марте 1918 года был опознан. Ревтрибуналом, он, за предательство армии А. В. Самсонова, в августе 1914 года был приговорен к смерти. Расстрелян 1 апреля 1918 года.
В настоящее время в здании размещается организация Ростехагро. На фасаде дома установлена памятная доска с надписью, повествующая о том, что здесь в 1890—1893 году проживал П. П. Шмидт.